# Konžská demokratická republika na Letních olympijských hrách 2008
Konžská demokratická republika se účastnila Letní olympiády 2008 ve čtyřech sportech. Zastupovali ji 4 sportovci.

## Atletika
- Garry Kikaya

## Box
- Herry Saliku Biembe

## Judo
- Lundoloki Kibanza

## Plavání
zatím neznámá nominace